# شون ويلر (لاعب هوكي الجليد)
شون ويلر (بالإنجليزية: Shawn Wheeler)‏ هو لاعب هوكي الجليد أمريكي، ولد في 8 يونيو 1966 في ماونت فيرنون في الولايات المتحدة.

## وصلات خارجية
- شون ويلر (لاعب هوكي الجليد) على موقع دوري الهوكي الوطني (الإنجليزية)
- شون ويلر (لاعب هوكي الجليد) على موقع EliteProspects.com (الإنجليزية)
- شون ويلر (لاعب هوكي الجليد) على موقع HockeyDB.com (الإنجليزية)